# Земельные протесты в Казахстане
Земельные протесты в Казахстане — массовые несанкционированные протесты в Казахстане против новых поправок Земельного кодекса, которые начались 24 апреля 2016 года в городе Атырау, через три дня митинги состоялись в городах Актобе и Семей. Во время первых трёх митингов власти не старались жёстко подавлять протесты, а пытались успокоить митингующих и предложить другие формы диалога. Только 21 мая власти основательно подготовились для подавлении каких-либо протестов во всех административных центрах республики. Также одной из особенностей были синофобские настроения среди части протестующих. Отмечается небольшое количество представителей «нетитульных» наций среди участников. Это первые массовые волнения в Казахстане после Жанаозенских протестов 2011 года.

## Причины
30 марта 2016 года министр национальной экономики Ерболат Досаев объявил, что с 1 июля текущего года 1,7 миллионов гектаров земли сельхозназначения выставят на торги через аукционы.
Это вызвало сначала недовольство в социальных сетях, которое переросло к призывам на выход к митингам протеста.
По мнению некоторых казахстанских журналистов, точкой кипения стали не поправки Земельного кодекса, а тяжёлое экономическое положение страны на фоне снизившихся цен на нефть (1/3 экспорта) и девальвации национальной валюты (на 85,2 процента), несмотря на обещания президента Казахстана Нурсултана Назарбаева таковую не проводить. Так, в 2015 году уровень инфляции составил 13,6 %. К примеру, если согласно официальным данным за 2012 год заработная плата трёх департаментов одной из крупнейших компаний Казахстана — «АрселорМиттал Темиртау», составляла 126, 157,6 и 90 тысяч тенге, то по другим данным — около 64 тысяч тенге по всей компании.

## Хроника
11 апреля «представители казахской интеллигенции», обеспокоенные тем, что у иностранцев появится возможность покупать и брать в аренду земли, обратились с открытым письмом к президенту Казахстана Н. Назарбаеву и органам власти. Текст письма появился в казахстанских СМИ и на некоторых веб-сайтах.
В письме говорится, что «в областях уже собрано более 50 тыс. подписей» (против аренды земли). «Если землю сдадут в аренду или продадут иностранцам, то народ пойдет на чрезвычайные меры» («народ может восстать»). В числе подписавших открытое письмо писатель Абдижамил Нурпеисов, культуролог Мурат Ауэзов, генерал в отставке Мурат Калматаев, академик Абугали Кайдаров и эколог Мэлс Елеусизов.
20 апреля в Астане гражданский активист Галымбек Акулбеков провел одиночный пикет против продажи земли иностранцам, но вскоре он был задержан полицией.
22 апреля в Алма-Ате собралась группа граждан в количестве трех десятков человек, которые выступали за разрешения митинга 21 мая.
24 апреля состоялся первый массовый митинг в центре Атырау против продажи земли иностранцам, на котором собралось от 700 до 4000 человек.
Также в этот же день в Уральске на площади Абая вышел на одиночный пикет Исатай Утепов, который держал в руках плакат «Қытайға жер сатпа!!!», что в переводе означает «Не продавай землю Китаю!!!».
27 апреля в городах Актобе и Семей с участием сотен человек состоялись митинги против изменений в земельном кодексе Казахстана и против планов властей по продаже земель сельскохозяйственного назначения.
28 апреля в Актау на центральной площади собралось несколько десятков человек, но полиция не дала провести митинг сославшись, что площадь необходимо для подготовки к празднику Дня единства народа.
29 апреля в Астане и Алма-Ате власти не позволили общественным деятелям провести пресс-конференцию «по земельному вопросу». В первом городе гостиница в последний момент отказала сдавать помещения активистам из-за давления КНБ. В Алма-Ате полиция успела задержать всех активистов до начала мероприятия.
В Уральске был задержан полицией активист Бауржан Алипкалиев, который собирался проводить одиночный пикет в этот день.
| Дата  | Город    | Численность |
| ----- | -------- | ----------- |
| 24.04 | Атырау   | 700 — 4000  |
| 27.04 | Актобе   | 300 — 800   |
| 27.04 | Семей    | ~ 200       |
| 01.05 | Жанаозен | ~ 100       |
| 04.05 | Уральск  | ~ 50        |
| 21.05 | Павлодар | ~ 50        |

1 мая на день единства народа Казахстана акции протеста прошли в Жанаозене, где собралось не более ста человек. В городе Кызылорда силовики разогнали с площади противников «продажи земли».
4 мая на центральной площади Уральска состоялся стихийный митинг с участием нескольких десятков человек. Как и в предыдущих акциях протеста в других городах Казахстана, митингующие выступили против передачи сельскохозяйственных угодий в долгосрочную аренду иностранцам.
5 мая Назарбаев объявил о моратории на некоторые нормы Земельного кодекса. Также был отправлен в отставку вице-министр национальной экономики Кайрат Ускенбаев, непосредственно министр Досаев добровольно сложил с себя полномочия, а министр сельского хозяйства Асылжан Мамытбеков получил выговор, но на следующий день он также подал в отставку. Кроме этого Назарбаев распорядился создать новое министерство информации и коммуникации, которое будет заниматься контролем информационного пространства и выработкой информационной политики государства.
На 21 мая были запланированы митинги по всему Казахстану. Официальные власти отклонили заявки на проведение митингов в городах Алма-Ата, Астана, Уральск и Семей. В этот день силы правопорядка задержали десятки активистов, а также журналистов в нескольких городах страны. Попытки проведения несанкционированных митингов были зафиксированы в городах Астана, Алма-Ата, Актобе, Атырау, Семей, Уральск и Павлодар. Только в последнем городе собралось небольшое количество граждан и после предупреждения о незаконности проведения митинга, группа людей послушно покинула набережную р. Иртыш, а организатор Серикбай Алибаев был оштрафован на 50 МРП.

## Реакция казахстанских властей
После митинга в Атырау на сессии Ассамблеи народа президент Назарбаев высказал своё виденье о земельном вопросе и заявил, что необходимо найти и наказать всех зачинщиков дезинформации об этом, позже, 5 мая, обвинил уже чиновников профильных министерств в недоработке земельной реформы.
В некоторых казахстанских городах (Уральск, Усть-Каменогорск, Актау, Караганда и Темиртау) отменили традиционные шествия на День единства народов Казахстана. Так, в Уральске они ежегодно собирали до 30 тысяч человек. В Караганде причиной отказа от шествий заместителем акима города Нурланом Аубакировым были названы «погодные условия», в Темиртау, по словам заместителя главы города Галымжана Спабекова «…Чтобы не перекрывать движение общественного транспорта в городе по главным улицам, мы решили от шествия отказаться. Кроме того, православные города будут отмечать Пасху. Поэтому решили, что каждый житель должен сам решить для себя, как ему проводить 1 мая…». Власти города Актау причину отмены не назвали.
29 апреля 2016 года Назарбаев, после учений спецподразделений («Сункар» Министерства внутренних дел, «Арлан» ДВД города Алма-Аты, «Беркут» Национальной гвардии и др.) в Алматинской области, подчеркнул, что «…Родина доверила вам дело особой важности — зорко стоять на страже интересов государства, быть надёжным гарантом национальной безопасности и внутренней стабильности Республики Казахстан. Это требует не только высокой выучки, но и самоотверженности, искреннего патриотизма…».
Некоторыми казахстанскими чиновниками и проправительственными СМИ высказывались предположения, что волнения спровоцированы и профинансированы внешними силами (Запад), хотя никаких доказательств при этом приведено не было.
На 1 мая Назарбаев выступая в Алма-Ате с праздничной речью заявил, что без единства и стабильности страну ожидает политический кризис подобный украинскому.
Перед намеченными на 21 мая общереспубликанскими протестами власть не дала ни в одном городе официального разрешения, а правоохранительные органы начали аресты подозреваемых в организации и подстрекательстве к несанкционированном митингам. На 20 мая более десятков людей получили наказания от 10 до 15 суток административного ареста за нарушение закона о мирных собраниях.
Рано утром 20 мая по всей территории Казахстана оказались недоступны популярные социальные сети («ВКонтакте», Facebook, Twitter) и мессенджеры (WhatsApp, Viber), а также видеохостинг YouTube. Это подтвердили жители нескольких регионов страны. Произошедшее связали с готовящимися митингами 21 мая, однако официальные власти опровергли факт «блокировки» и объяснили всё случившееся «техническими неполадками».

## Освещение в СМИ и социальных сетях
Большинство казахстанских СМИ с начала протестов не освещали события, только через некоторое время давалась скупая информация. Поэтому информация распространялось в основном через казахстанский сегмент социальных сетей. Также активно о событиях информировали некоторые оппозиционные интернет сайты, но они как правило недоступны в самом Казахстане.
По информации AsiaTerra, в Узбекистане на сайте русской службы Би-би-си заблокирована рубрика «Выбор редактора», где была опубликована статья о событиях в Казахстане.
29 апреля на Первом канале Казахстана был показан сюжет, в котором утверждалась, что организаторы протестов получали денежные вознаграждения в размере от 50 до 150 долларов от зарубежных стран за каждого пришедшего на митинг. Через две недели вышел ещё один сюжет о доказательстве проплаченности массовых протестов. После эфиров социальные сети незамедлительно реагировали, указывая на слабую доказательную базу сюжетов и пропагандистский характер программ.